# Chongxing (köpinghuvudort i Kina, Hainan Sheng, lat 19,41, long 110,60)
Chongxing är en köpinghuvudort i Kina. Den ligger i provinsen Hainan, i den södra delen av landet, omkring 75 kilometer söder om provinshuvudstaden Haikou. Antalet invånare är 26 974. Befolkningen består av 12 888 kvinnor och 14 086 män. Barn under 15 år utgör 17,0 %, vuxna 15-64 år 67 %, och äldre över 65 år 14,0 %.
Trakten runt Chongxing är nära nog obefolkad, med mindre än två invånare per kvadratkilometer. Närmaste större samhälle är Changpo, 7,9 km söder om Chongxing. I omgivningarna runt Chongxing växer huvudsakligen savannskog.
Genomsnittlig årsnederbörd är 2 298 millimeter. Den regnigaste månaden är september, med i genomsnitt 397 mm nederbörd, och den torraste är januari, med 27 mm nederbörd.